# Yonggu, Guangdong
Yonggu (kinesiska: 永固) är en köping i sydöstra Kina. Den ligger i Huaiji härad i staden Zhaoqing i provinsen Guangdong,  omkring 140 kilometer nordväst om provinshuvudstaden Guangzhou. Antalet invånare är 36 709. Befolkningen består av 19 164 kvinnor och 17 545 män. Barn under 15 år utgör 37 %, vuxna 15-64 år 55 %, och äldre över 65 år 7,0 %.